# Domaine de Las Canals

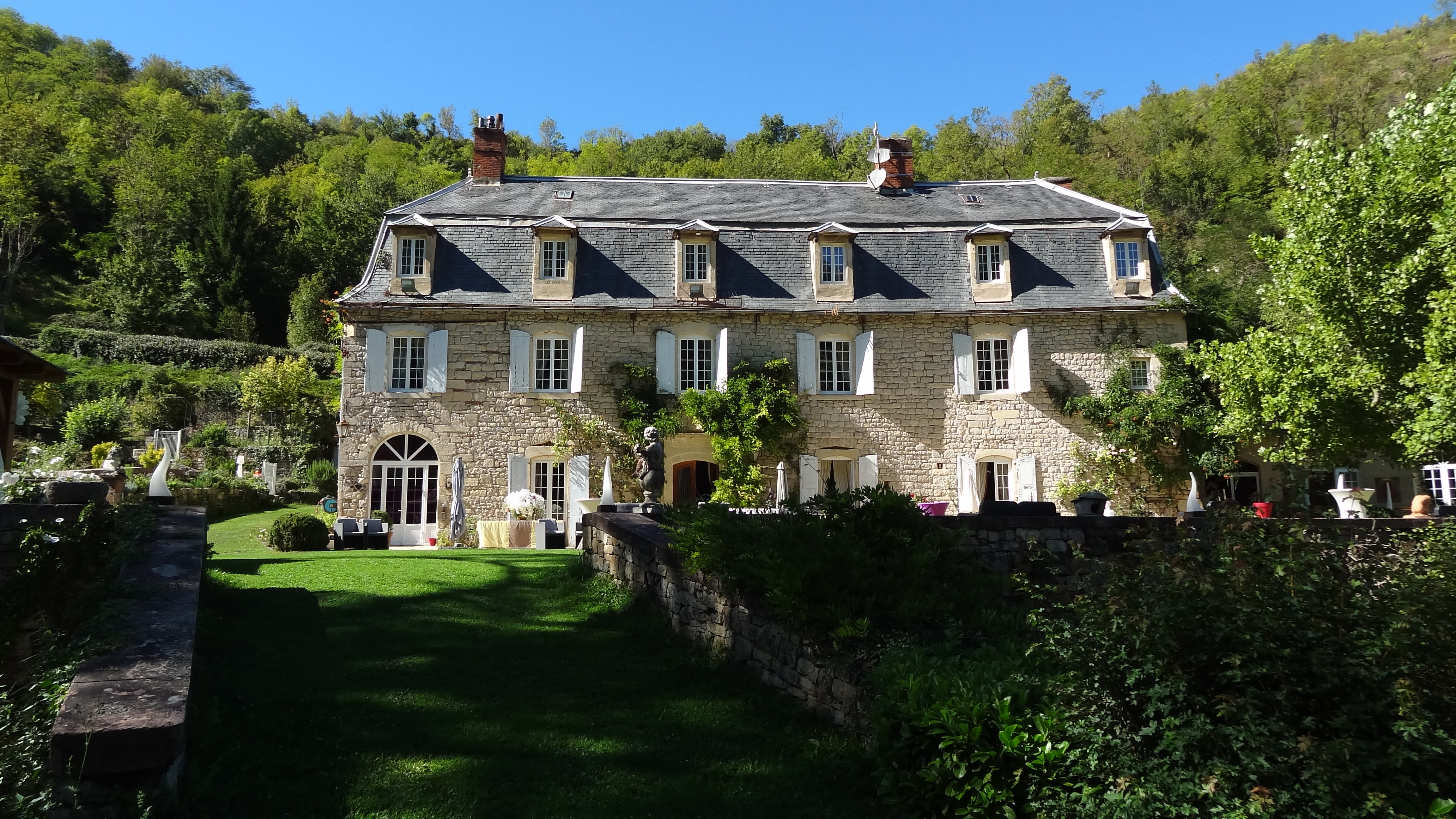
Prieuré de Las Canals

Las Canals (Les canaux en occitan) est un domaine du XVe siècle situé sur la commune de Valady dans l'Aveyron, à 14 kilomètres au nord-ouest de Rodez. La propriété fut un prieuré puis la résidence particulière de plusieurs célèbres familles.

## Géographie
La propriété se situe au fond d'un vallon proche de Cougousse (hameau de Salles-la-Source) et de Marcillac-Vallon. Les eaux de pluie infiltrées au travers des terres calcaires du causse dominant cette vallée, viennent sourdre sur les flanc des coteaux qui entourent la demeure, et contribuent à l'alimentation du ruisseau qui coule à ses pieds, d'où le nom de Las Canals.

## Histoire
Le prieuré est construit au cours du XVe siècle, puis est étendu en 1720 lorsque l'évêché de Rodez l'achète à la famille Boissière afin d'y installer ses moines.
Après la Révolution française, les moines partent. La famille de Bonald reprend la propriété. Le comte de Bonald effectue de très importants travaux, et aménage entre autres, en terrasse un vignoble de quatre hectares. La famille de Bonald compte notamment dans ses rangs le philosophe Louis de Bonald, l'archevêque de Lyon Louis-Jacques-Maurice de Bonald et l'homme politique Victor de Bonald.
L'ensemble est racheté par les familles Portal et Ginisty.
André Ginisty, président de la commission Aménagement du territoire à la Chambre de commerce et d'industrie de Toulouse, en devient propriétaire pendant l'entre-deux guerres.
En 1997, Georges et Odette de La Rochebrochard le rachètent et le transforment en gîte touristique.